# 刺果藓属
刺果藓属（学名：Symphyodon）为刺果藓科的一个属。

## 物种
本属包括以下物种：
- 扁刺果藓 Symphyodon complanatus
- 长刺刺果藓 Symphyodon echinatus
- 刺果藓 Symphyodon perrottetii
- 矮刺果藓 Symphyodon pygmaeus
- 贵州刺果藓 Symphyodon weymouthioides
- 云南刺果藓 Symphyodon yuennanensis